# Murasaki Shikibu
Murasaki Shikibu (紫式部?; 973 circa – 1014 circa o 1025) è stata una scrittrice e poetessa giapponese alla corte imperiale giapponese durante l'epoca Heian.
Conosciuta principalmente per il romanzo Genji monogatari ("Storia di Genji"), scritto in giapponese presumibilmente tra l'anno 1000 e il 1012, prestò servizio come dama di corte per l'Imperatrice Shōshi. Il nome Murasaki Shikibu è in realtà uno pseudonimo, il suo vero nome resta tuttora sconosciuto. È stato ipotizzato possa essere Fujiwara Takako, come menzionato in un diario di corte del 1007 in riferimento ad una dama di corte imperiale che venne soprannominata "Murasaki" (紫, viola in giapponese), dal nome di uno dei personaggi principali del Genji Monogatari. "Shikibu" si riferirebbe invece alla posizione governativa del padre, "Maestro Cerimoniere" (shikibu-shō).
Le donne del periodo Heian erano tradizionalmente escluse dall'apprendimento della lingua cinese, utilizzata per le questioni governative e ufficiali, ma Murasaki fu cresciuta dal padre erudito secondo i canoni riservati agli uomini, e mostrò una precoce attitudine ai classici cinesi, acquisendone una certa competenza. Si sposò tra i 25-30 anni ed ebbe una figlia prima che il marito morisse, due anni dopo il matrimonio. Rimane incerto quando cominciò a scrivere il Genji Monogatari, ma probabilmente ciò avvenne dopo il suo secondo matrimonio. Attorno al 1005 fu invitata a servire come dama di "nyōbō" (女房?) per l'imperatrice Shōshi presso il palazzo imperiale, forse per la sua reputazione come scrittrice. Ha continuato la propria produzione letteraria durante il servizio, aggiungendo scene di corte ai propri lavori. Dopo cinque o sei anni, si è ritirata con Shōshi nella regione del Lago Biwa.
Gli studiosi sono discordi riguardo all'anno della sua morte. Secondo alcuni potrebbe essere avvenuta nel 1014: in questa data infatti, secondo i registri governativi, il padre della scrittrice sarebbe tornato a Kyoto all'improvviso lasciando in sospeso la sua mansione di governatore. Altre ipotesi la datano invece tra il 1025 e il 1031, quando avrebbe avuto circa cinquantacinque anni, un'età piuttosto avanzata da raggiungere in epoca Heian.
Oltre al già citato Genji monogatari, a Murasaki sono stati attribuiti anche Il diario di Murasaki Shikibu (紫式部日記?, Murasaki Shikibu Nikki) e una collezione di poesie. Dopo nemmeno una decina d'anni dalla sua stesura, Genji era già distribuito tra le province giapponesi; il secolo successivo venne riconosciuto come classico della letteratura giapponese e divenne soggetto di studi critici. Ad oggi, gli studiosi continuano a riconoscere l'importanza del suo lavoro, che riflette la società di corte del periodo Heian al suo punto di massimo splendore. A partire dal XIII secolo, i suoi lavori sono stati illustrati da artisti giapponesi dell'Ukiyo-e.

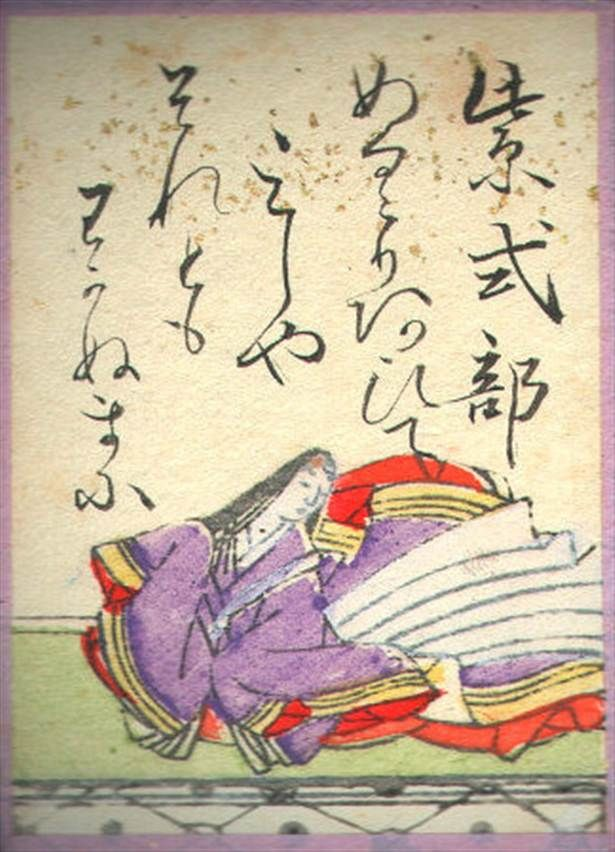
Annoverata tra gli Hyakunin isshu ("Cento uomini, una poesia"), Murasaki viene ritratta con indosso un kimono viola, colore associato al suo nome, in questa illustrazione del Periodo Edo.

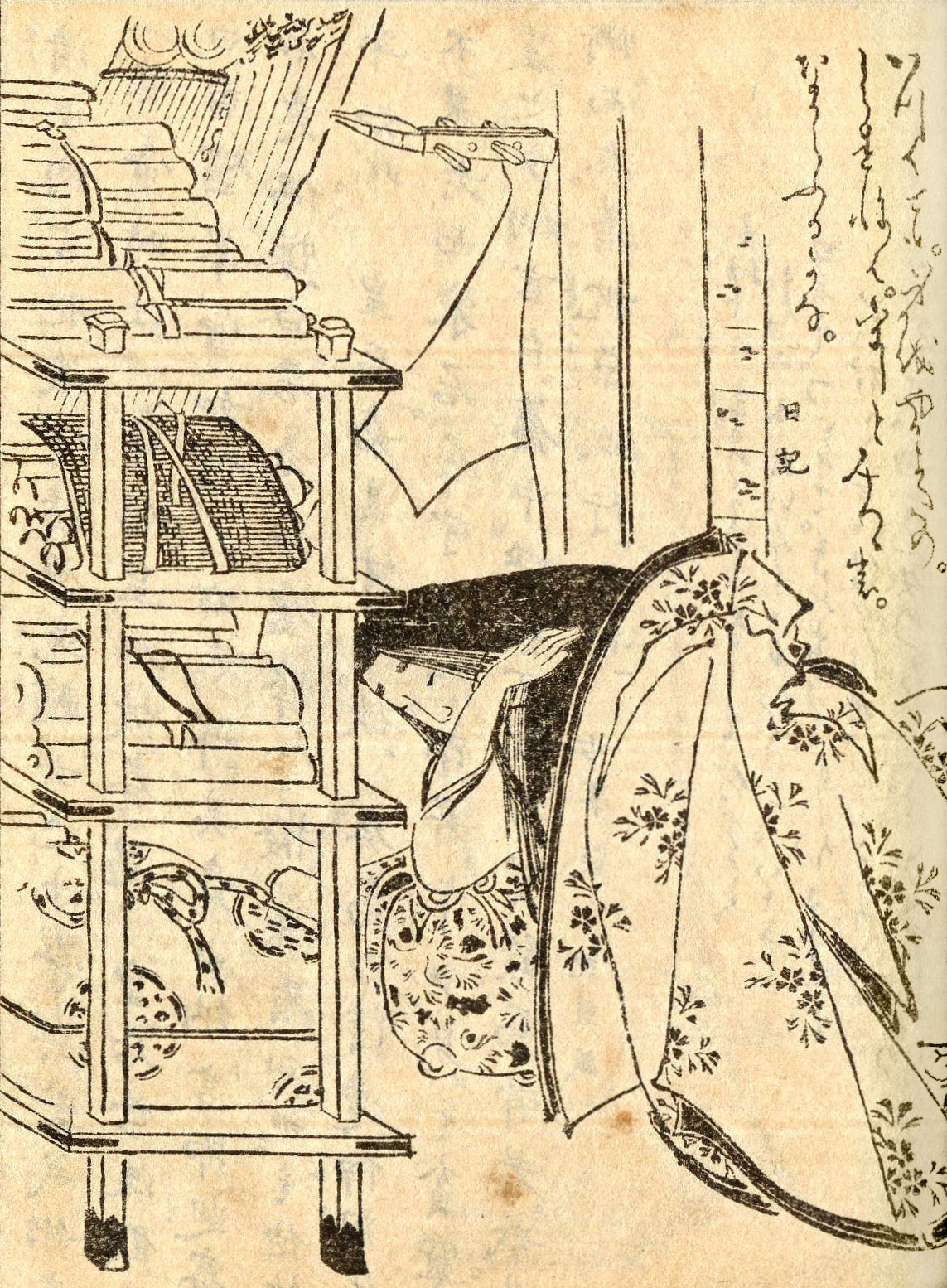
"Murasaki Shikibu mentre scrive" di Kikuchi Yōsai

## Primi anni
Murasaki Shikibu è nata nel 973 circa nella città di Heian-kyō (antico nome di Kyoto), discendente del ramo nord del Clan Fujiwara fondato da Fujiwara no Yoshifusa, il primo reggente Fujiwara del IX secolo.
La famiglia Fujiwara ha dominato la politica di corte fino alla fine dell'XI secolo, facendo sposare strategicamente alcune ragazze della famiglia Fujiwara con diversi personaggi influenti di Corte o con membri della famiglia imperiale, e con l'uso di reggenze, influenzando imperatori ancora bambini. Nel tardo X secolo e nei primi anni dell'XI, Fujiwara no Michinaga riuscì a far sposare le proprie quattro figlie con imperatori, ottenendo un potere senza precedenti. Il bisnonno di Murasaki, Fujiwara no Kanesuke, occupò per lungo tempo il livello più alto dell'aristocrazia, ma il suo ramo di famiglia perse gradualmente potere, e nel periodo in cui nacque Murasaki, si trovava nei ranghi medio-bassi, al livello dei governatori provinciali. I ranghi inferiori della nobiltà venivano inviati lontano dalla corte, a coprire posizioni poco desiderabili nelle province, esiliati dal potere centralizzato e dalla corte a Kyoto.
Nonostante la perdita di status, la famiglia aveva un'alta reputazione tra i letterati attraverso il bisnonno e il nonno paterni di Murasaki, entrambi poeti conosciuti. Cinquantasei poesie del bisnonno Fujiwara no Kanesuke furono incluse in tredici delle Ventuno Antologie Imperiali, neli Trentasei Immortali della Poesia e nello Yamato monogatari. Sia il nonno che il bisnonno erano amici di Ki no Tsurayuki, poeta e scrittore giapponese che divenne famoso per aver diffuso i versi scritti in giapponese. Il padre di Murasaki, Fujiwara no Tametoki, frequentò l'Accademia di Stato (Daigaku-ryō) e divenne un rinomato studioso di classici cinesi e poesia; i suoi versi sono stati antologizzati. Entrato nel servizio pubblico attorno al 968, gli venne affidata la carica di governatore nel 996, e rimase in servizio fino al 1018 circa.
La madre di Murasaki discendeva dallo stesso ramo del clan Fujiwara del marito. La coppia ebbe tre figli: un maschio e due femmine.
Nel Periodo Heian i nomi delle donne non venivano registrati, per questo non siamo certi del vero nome di Murasaki. Le donne sceglievano (o venivano attribuiti loro) dei soprannomi associati ad un parente maschio: "Shikibu" si riferisce a ''shikibu-shō'', il Ministero delle Cerimonie, presso cui il padre era un funzionario. "Murasaki" invece potrebbe derivare dal colore associato al glicine, sebbene sia più probabile si tratti di un soprannome datole a corte e derivato da uno dei personaggi principali della sua opera letteraria, il Genji monogatari. Michinaga menziona alcune delle dame di compagnia di corte in un diario del 1007 e tra queste spicca Fujiwara Takako (Kyōshi). Potrebbe trattarsi del vero nome della scrittrice.
Nel Giappone del periodo Heian, marito e moglie vivevano in abitazioni separate, e i bambini venivano cresciuti dalle madri, sebbene si seguisse il sistema patrilineare. L'infanzia di Murasaki fu non convenzionale dal momento che visse con il padre, molto probabilmente a Kyoto, lungo la Teramachi-dori, una delle vie più popolari, assieme al fratello minore Nobunori. La madre morì, forse di parto, quando i bambini erano ancora piuttosto piccoli. Murasaki visse con almeno tre fratellastri e le loro madri; era molto affezionata ad una sorella, morta attorno ai vent'anni.
Murasaki nacque in un periodo in cui il Giappone stava diventando sempre più isolato: il governo aveva promosso alcune missioni di studio in Cina, ma al rientro di queste, cominciò ad emergere una più forte cultura nazionalista, che cominciava a rigettare il cinese come unica lingua letteraria. Si sentiva il bisogno di utilizzare la lingua autoctona per esprimere al meglio la sensibilità poetica. Tra i secoli IX e X, il giapponese divenne gradualmente una lingua a sé rispetto al cinese, grazie allo sviluppo del kana, un sillabario basato sulle abbreviazioni di caratteri cinesi. Al tempo in cui visse Murasaki, gli uomini continuavano a scrivere in cinese, linguaggio del governo, ma il kana divenne il linguaggio scritto delle nobildonne, gettando le fondamenta per forme uniche di letteratura giapponese.
Il cinese venne insegnato ai fratelli di Murasaki in preparazione alle future carriere nel governo e, durante l'infanzia trascorsa nell'abitazione del padre, imparò anche lei a padroneggiare il cinese classico. Nel suo diario scrisse, «Quando mio fratello era un ragazzino e studiava i classici cinesi, avevo l'abitudine di stare a sentirlo, e diventai esperta nel capire quei passaggi che egli riteneva troppo difficili da capire e da memorizzare. Nostro padre, un uomo di grande erudizione, se ne rammaricava. "Che sfortuna" diceva "Che peccato che tu non sia nata uomo!"». Con il fratello studiò letteratura cinese, e probabilmente ha ricevuto un'istruzione anche nelle materie più tradizionali, quali la musica, la calligrafia e la poesia giapponese; l'educazione di Murasaki non fu convenzionale. Come spiega Louis Perez nel suo Storia del Giappone «le donne erano ritenute incapaci di reale intelligenza e dunque non venivano educate alla lingua cinese». Murasaki ben sapeva come gli altri la vedessero «pretenziosa, strana, difficile da approcciare, spinosa, troppo affezionata ai propri talenti, altezzosa, incline a comporre versi, sprezzante, irascibile e sdegnosa». Lo studioso di letteratura asiatica Thomas Inge ritiene che avesse «una personalità forte che raramente le procurava degli amici».

## Matrimonio
Le donne aristocratiche di epoca Heian vivevano vite isolate e solitarie e avevano il permesso di parlare con gli uomini solo in caso fossero parenti stretti o membri del nucleo familiare. Le poesie autobiografiche di Murasaki mostrano che socializzò molto con le donne ma ebbe contatti limitati con uomini che non fossero suo padre e suo fratello; si scambiava spesso versi con altre donne, ma mai con uomini. Diversamente da molte nobildonne del suo status, non si è sposata appena raggiunta la pubertà; rimase anzi nelle abitazioni del padre fino ai venticinque anni, forse fino ai trenta.
Nel 996 al padre venne affidato un governatorato di quattro anni nella Provincia di Echizen; la ragazza lo seguì, sebbene fosse poco comune per una nobildonna intraprendere un viaggio che la portasse talmente lontano dal luogo di nascita da impiegare più di cinque giorni di marcia. Probabilmente tornò a Kyoto nel 998 per sposare Fujiwara no Nobutaka (c. 950 - c. 1001), amico del padre e cugino di secondo grado molto più grande di lei. Discendente dal medesimo ramo del clan Fujiwara, era funzionario di corte e burocrate presso il Ministero delle Cerimonie, con la reputazione di vestire in modo stravagante e di essere un ballerino di talento. Nei tardi quarant'anni, quando sposò Murasaki, aveva già numerose abitazioni e un numero non precisato di mogli e figli. Socievole e ben conosciuto a corte, era impegnato in numerose relazioni romantiche che probabilmente continuarono anche dopo il matrimonio con Murasaki. Com'era d'uso, lei sarebbe rimasta nella casa del padre, dove il marito si sarebbe recato a farle visita. Nobutaka ottenne più di un governatorato nella sua vita, e nel periodo in cui sposò Murasaki era probabilmente parecchio benestante. I resoconti riguardo al loro matrimonio sono differenti: Richard Bowring scrive che fu un matrimonio felice, ma lo studioso di letteratura giapponese Haruo Shirane interpreta dalle poesie che forse l'autrice non gli fosse poi così affezionata.
La coppia ebbe una figlia, Kenshi (Kataiko) nel 999. Due anni dopo, Nobutaka morì durante un'epidemia di colera. Da donna sposata, Murasaki aveva diversi servitori per mandare avanti la casa e per prendersi cura della figlia, cosicché poteva disporre di molto tempo libero. Amava leggere e aveva accesso a romanzi (monogatari) come il Taketori monogatari ("Storia di un tagliabambù") e l'Ise Mononogatari. Secondo gli studiosi, potrebbe aver cominciato a scrivere il Genji monogatari prima della morte del marito. È risaputo che stesse scrivendo durante la vedovanza, forse in uno stato di lutto. Nel suo diario descrive i sentimenti dopo la scomparsa del marito: «Mi sentivo depressa e confusa. Per qualche anno ho vissuto giorno per giorno in stato apatico, facendo poco più che registrare il trascorrere del tempo. Il pensiero della mia solitudine infinita era insopportabile».
Secondo una leggenda, Murasaki si ritirò a vita privata presso il tempio di Ishiyama sul Lago Biwa, dove trovò l'ispirazione per scrivere il Genji in una notte di agosto, guardando la luna. Sebbene gli studiosi respingano questa idea, gli artisti giapponesi rappresentano spesso l'autrice al tempio di Ishiyama a fissare la luna per cercare ispirazione. È possibile che le sia stata commissionata la stesura della storia, e probabilmente conosceva un cortigiano esiliato in una posizione simile a quella dell'eroe della sua storia, il Principe Genji. Murasaki distribuiva i nuovi capitoli scritti del Genji agli amici, che in cambio li ricopiavano e li passavano ad altri amici. Attraverso questo metodo, la storia è diventata famosa e Murasaki ha ottenuto una certa reputazione come autrice.
Tra i 30 e i 35 anni, è divenuta dama di compagnia (nyōbō ) a corte, probabilmente grazie alla sua fama come autrice. Chieko Mulhern, nel suo Donne, giapponesi, scrittrici - Una raccolta biocritica, scrive che gli studiosi si sono sempre chiesti come mai Murasaki abbia preso una decisione simile ad un'età che, per l'epoca, era piuttosto avanzata. Il diario evidenzia come scambiasse poesie con Michinaga dopo la morte del marito: alcuni speculano che potesse esserci una relazione tra la scrittrice e Michinaga. Secondo Bowring non ci sono prove che sia stata condotta a corte come concubina dell'uomo, sebbene Michinaga le abbia offerto conforto per il suo lutto senza seguire l'etichetta dell'epoca, ma in privato. Mulhern infine ritiene che Michinaga volesse Murasaki a corte per educare sua figlia, la principessa Shōshi.

## Vita di corte

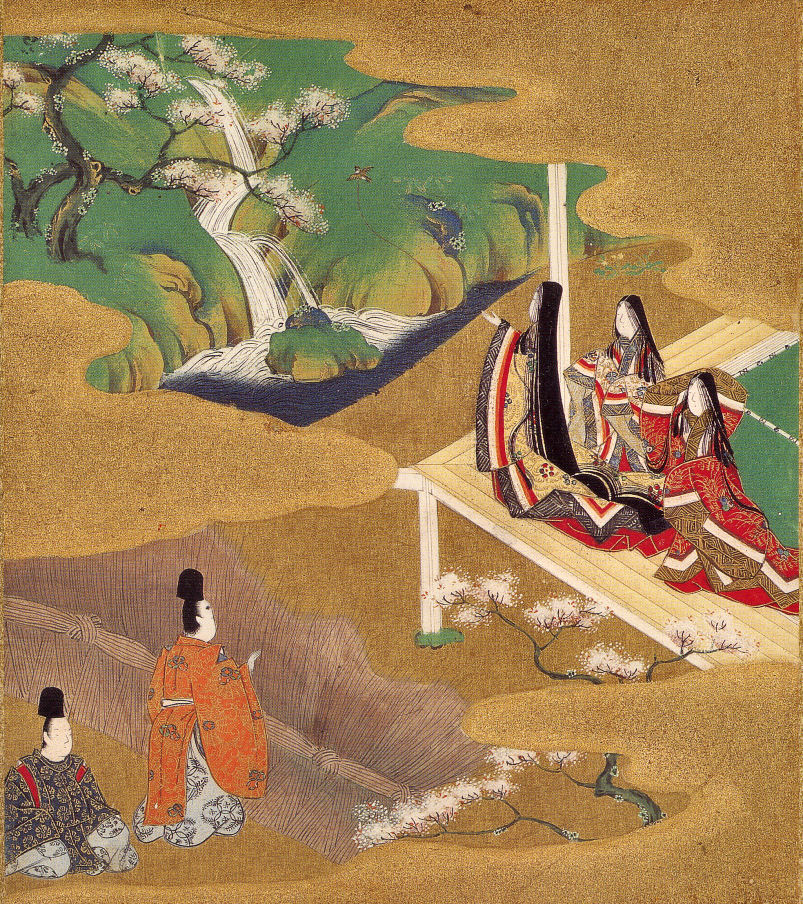
Dipinto Yamato-e di Tosa Mitsuoki (scuola Tosa), tardo XVII secolo, che ritrae cortigiane del periodo Heian, abbigliate con jūnihitoe e capelli lunghi fino al suolo.

La cultura Heian e la vita di corte raggiunsero il loro massimo splendore nell'XI secolo. La popolazione di Kyoto era salita attorno a 100.000, mentre la nobiltà si isolava sempre di più nel palazzo imperiale, nelle cariche governative e nel servizio di corte.
I cortigiani divennero estremamente raffinati e con poche mansioni da svolgere, isolati dalla realtà, preoccupati da minuzie della vita di corte, cimentandosi in attività artistiche. Le personalità dei personaggi di servizio a corte venivano espresse comunemente attraverso l'uso artistico di tessuti, fragranze, calligrafia, carta colorata, poesia e strati di abiti abbinati in gradevoli combinazioni di colori, a seconda della luna e della stagione. Chi mostrava incapacità nel seguire l'estetica convenzionale perdeva rapidamente popolarità. I passatempi popolari per le nobildonne del periodo Heian, che seguivano rigide mode di lunghezza dei capelli fino al pavimento, pelle imbiancata e denti anneriti, comprendevano l'abitudine di tenere diari, scrivere poesie, e intrattenere numerose relazioni amorose. La letteratura che le donne alla corte Heian scrivevano è riconosciuta come una delle prime e tra le più belle secondo i canoni giapponesi.

### Corti rivali e donne poetesse
Quando nel 995 morirono i due fratelli di Michinaga, Fujiwara no Michitaka e Fujiwara no Michikane lasciando la reggenza vacante, Michinaga vinse la lotta per ottenere influenza sull'Imperatore contro suo nipote Fujiwara no Korechika (fratello di Teishi, la moglie di Ichijō, l'Imperatore) e, aiutato dalla sorella Senshi, aumentò il proprio prestigio. Teishi supportava il fratello Korechika, che fu più tardi discriminato e bandito dalla corte: un tale disonore portò non solo Korechika, ma la stessa Teishi a perdere potere e popolarità a corte. Michinaga inviò Shōshi, la sua figlia più grande, nell'harem dell'Imperatore Ichijō, quando aveva circa dodici anni. Dopo averla strategicamente posta nell'harem imperiale, in un tentativo di minare l'influenza di Teishi e accrescere quella della propria figlia, Michinaga la fece nominare Imperatrice sebbene Teishi già detenesse il titolo. Lo storico Donald Shiverly spiega che "Michinaga scioccò persino i propri ammiratori riuscendo a nominare contemporaneamente Teishi e Shōshi come imperatrici concorrenti per lo stesso imperatore; Teishi deteneva l'usuale titolo di 'illustre portatrice di eredi' (kōgō) e Shōshi quello di 'interna al palazzo' (chūgū), un toponimo coniato per l'occasione". Circa cinque anni dopo, Michinaga portò Murasaki alla corte della figlia, in una posizione che Bowring descrive di compagnia-tutor.
La vita imperiale di corte del periodo Heian trascorreva nella moda e nel lusso, ma anche nella dissolutezza. Le donne di corte vivevano in isolamento, erano conosciute solo per soprannomi e, attraverso matrimoni di interesse erano usate per ottenere potere politico. Nonostante la loro reclusione, alcune di loro esercitavano un'influenza considerevole, ottenuta partecipando a salotti letterari competitivi, in cui venivano composte poesie e si valutava la qualità artistica delle partecipanti. La moglie di Ichijō e sorella di Michinaga, Senshi, aveva un salotto molto influente, e Michinaga probabilmente desiderava che la stessa Shōshi si circondasse di donne di talento come Murasaki, per costruire un salotto rivale.
Shōshi aveva tra i sedici e i diciannove anni quando Murasaki entrò a far parte del suo seguito. Secondo lo studioso Arthur Waley, Shōshi era una giovane donna affidabile, la cui sistemazione era divisa tra l'abitazione del padre e la corte del palazzo imperiale. Raccolse attorno a sé donne di talento tra cui Izumi Shikibu e Akazome Emon, autrice di un'opera in lingua vernacolare, l'Eiga monogatari. La rivalità esistente tra le autrici è evidente nel diario di Murasaki, che scrisse di Izumi in tono denigratorio: "Izumi Shikibu è una divertente scrittrice di lettere; ma [ciò che scrive] non è mai davvero qualcosa di soddisfacente. Ha talento nello scrivere composizioni informali [improvvisate] quasi con noncuranza; ma nella poesia ha bisogno o di un soggetto interessante, o di qualche modello classico da imitare. Insomma, non mi sembra che sia in realtà una poetessa."
Sei Shōnagon, autrice del Makura no Sōshi ("Le note del guanciale"), era in servizio come dama di compagnia di Teishi quando Shōshi arrivò a corte. È possibile che Murasaki sia stata invitata per rivaleggiare con Sei. Teishi morì nel 1001, prima che Murasaki entrasse in servizio di Shōshi, dunque le due scrittrici non furono direttamente concorrenti, ma Murasaki scrisse di Sei Shōnagon nel proprio diario, dunque certamente la conosceva, e in qualche modo ne fu anche influenzata. L'opera di Sei fu forse commissionata come propaganda per mettere in luce la corte di Teishi, conosciuta per le sue educate dame di corte. Lo studioso di letteratura giapponese Joshua Mostow ritiene che Michinaga condusse Murasaki alla corte di Shōshi in quanto donna dall'educazione raffinata che potesse mettere la corte della figlia sullo stesso piano, se non migliore, di quella di Teishi, sua rivale.
Le due scrittrici avevano temperamenti differenti: Shōnagon era acuta, intelligente e schietta; Murasaki era più introversa e sensibile. Passaggi del diario di Murasaki mostrano che le due probabilmente non fossero in buone relazioni: "Sei Shōnagon... Era terribilmente presuntuosa. Pensava di essere così intelligente, riempiva i suoi scritti di caratteri cinesi, ma alla fine [le opere] lasciavano molto a desiderare". Keene ritiene che l'impressione che Murasaki aveva di Shōnagon potesse essere influenzata da Shōshi e dalle donne della sua corte, perché la scrittrice lavorava per l'imperatrice rivale. Sostiene inoltre che Murasaki sia stata portata a corte a scrivere il Genji monogatari in risposta al popolare Makura di Shōnagon. Murasaki ha contrastato la rivale in modi diversi: ha denigrato il genere delle sue opere e, al contrario di Shōnagon che faceva sfoggio della propria conoscenza del cinese, Murasaki fingeva di non conoscerlo.

### "La nostra dama delle Cronache"
Nonostante la popolarità della lingua cinese fosse diminuita nel tardo periodo Heian, le ballate cinesi continuavano ad essere popolari, incluse quelle scritte da Bai Juyi. Murasaki insegnò cinese a Shōshi, che era interessata all'arte e alle ballate di Juyi. Dopo essere divenuta Imperatrice, Shōshi installò pannelli decorati con caratteri cinesi, attirandosi ire e maldicenze in quanto il cinese era considerato linguaggio degli uomini, ben lontano dall'essere usato nei quartieri delle donne. Lo studio del cinese era considerato per nulla femminile e andava contro la nozione secondo cui solo gli uomini potevano avere accesso alla letteratura. Le donne avrebbero dovuto leggere e scrivere solo in giapponese, in modo da restar separate dal linguaggio utilizzato per il governo e le strutture di potere.
Murasaki, con la sua educazione non convenzionale di classici cinesi, era una delle poche donne in grado di insegnare la lingua antica a Shōshi. Bowring scrive come questo fosse ritenuto quasi "sovversivo". Murasaki, che era riservata riguardo alla sua educazione cinese, teneva le lezioni con l'Imperatrice in segreto, scrivendo nel proprio diario "Dall'estate scorsa, segretamente, in momenti strani in cui nessuno si trova nei dintorni, leggo a Sua Maestà. Ovviamente non ci sono state richieste di lezioni formali... Ho pensato che fosse meglio non dire nulla al riguardo a nessuno".
Murasaki è molto conosciuta anche per un secondo soprannome "La nostra dama delle Cronache" (Nihongi no Tsubone), proprio perché insegnava a Shōshi la letteratura cinese. Le venne attribuito da una dama di corte che in realtà mal sopportava Murasaki: la accusò di sbandierare la propria cultura e conoscenza del cinese, cominciando a riferirsi ironicamente a lei come "Dama delle Cronache", un'allusione alle Cronache del Giappone (appunto il Nihongi, detto anche Nihon Shoki). Tale epiteto fu coniato quando a corte venne letto a voce alta il Genji Monogatari all'Imperatore e al suo seguito: uno dei cortigiani si complimentò con l'autrice per il suo palese livello di educazione superiore. Da qui, la dama di corte cominciò ad accusare Murasaki di far troppo sfoggio della propria cultura. In risposta, l'autrice scrisse nel proprio diario "Totalmente ridicolo! Proprio io, che esito a rivelare l'educazione ricevuta a casa, penserei mai di mettermi in mostra alla corte?". Sebbene fosse inteso come insulto, è probabile in realtà che il nuovo soprannome lusingasse Murasaki.
L'atteggiamento nei confronti della lingua cinese era contraddittorio. Nella corte di Teishi, il cinese veniva sfoggiato e considerato simbolo di potere imperiale e superiorità. Invece, nel salotto di Shōshi si avvertiva una grande ostilità nei confronti della lingua, forse a causa delle esperienze politiche del periodo in cui il cinese cominciava a venire rifiutato in favore del giapponese, sebbene l'Imperatrice stessa lo studiasse. Tale ostilità potrebbe aver guastato l'opinione di cui Murasaki godeva a corte, e averla forzata a nascondere la propria conoscenza. Diversamente da Shōnagon, che era sia esibizionista che provocante, e che non aveva alcun problema nel vantarsi di conoscere il cinese, Murasaki sembrava essere più umile, caratteristica che forse impressionò Michinaga. Nonostante Murasaki usasse il cinese e lo incorporasse nei suoi scritti, pubblicamente rifiutava tale lingua, ammirevole comportamento durante un periodo di fioritura della cultura giapponese.
Murasaki era probabilmente infelice riguardo alla vita di corte, ed era riservata e austera. Nessun registro conservato fino ad oggi mostra la sua partecipazione a gare di poesia; pare che si scambiasse poesie o lettere solo con altre donne. In generale, a differenza di Sei Shōsnagon, Murasaki nel suo diario lascia l'impressione che non le piacessero né la vita di corte, né le altre dame di compagnia, e nemmeno i bagordi alcolici. Nonostante frequentasse poco gli altri cortigiani, divenne amica di una dama, Madama Saishō, come testimoniano alcune lettere che le scrisse.
Secondo Waley, Murasaki potrebbe non essere stata scontenta della vita di corte in generale, ma semplicemente annoiata alla corte di Shōshi. Congettura che potrebbe aver preferito servire Madama Senshi, la cui corte sembrava essere meno rigida e più scanzonata. Nel suo diario, Murasaki scrive riguardo alla corte di Shōshi: "ha raccolto attorno a sé un vasto numero di valide giovani donne... Sua Maestà sta cominciando ad acquisire più esperienza di vita, e non giudica più gli altri secondo i rigidi standard di un tempo; ma nel frattempo la sua corte si è costruita la reputazione di scarsa attività.
A Murasaki non piacevano gli uomini di corte, li trovava ubriaconi e stupidi. Ciononostante, alcuni studiosi come Waley, sono certi che fosse romanticamente legata a Michinaga. Di certo, Michinaga ha corteggiato molto l'autrice nel tentativo di convincerla a trasferirsi a corte, e la sua relazione con lui è registrata nel suo diario attorno al 1010. Scrisse una poesia per lui "Non hai né letto il mio libro, né ottenuto il mio amore". Nel diario racconta di aver rifiutato numerose volte le avances di Michinaga, il quale una notte entrò di soppiatto nella sua camera per rubarle l'ultimo capitolo del Genji. Sebbene lo rifiutasse, il sostegno di Michinaga era essenziale affinché potesse continuare a vivere a corte e continuare la sua attività di scrittrice. D'altro canto, seppur rifiutato, Michinaga apprezzava i lavori di Murasaki, che descriveva la vita di corte di sua figlia Shōshi: le cerimonie sfarzose, i corteggiamenti complicati, il difficile sistema di matrimonio e, con dettagli elaborati, la nascita dei due figli dell'Imperatrice.

Probabilmente Murasaki adorava scrivere in solitudine. Riteneva di non appartenere realmente all'atmosfera della corte, e di se stessa diceva "sono avvolta nello studio di antiche storie... Vivo tutto il tempo nel mio mondo poetico, realizzando a malapena l'esistenza delle altre persone... Ma quando mi conoscono, scoprono con grande sorpresa che sono buona e gentile". Lo studioso Inge ritiene che fosse troppo schietta per riuscire a farsi amici a corte, e Mulhern pensa che la vita di corte di Murasaki fosse molto tranquilla se confrontata con quella di molti altri poeti di corte. Ipotizza inoltre che le osservazioni riguardanti Izumi Shikibu fossero rivolte, più che alla poesia, al suo comportamento, alla mancanza di moralità e alle sue relazioni amorose a corte, che Murasaki disapprovava.

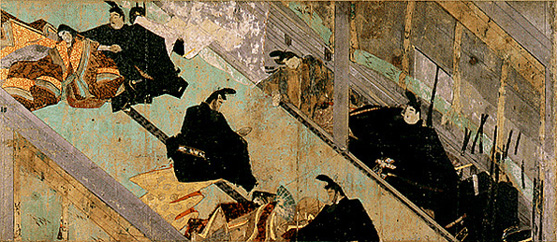
Dipinto del XIII secolo, dal Murasaki Shikibu Nikki Emaki, ritrae uomini di corte del periodo Heian, ubriachi e scompigliati, mentre scherzano e flirtano con dame di compagnia.

Il grado gerarchico era importante nella società di corte del periodo Heian, e Murasaki probabilmente sentiva di non avere molto in comune, se non nulla, con gli altri Fujiwara più potenti. Nel suo diario scriveva della sua vita di corte: "Ho capito che il ramo della mia famiglia è piuttosto umile; ma il pensiero mi ha raramente preoccupata, e in quei giorni ero molto distante dalla dolorosa coscienza di inferiorità che rende la vita di corte un continuo tormento per me". Un'importante posizione a corte avrebbe innalzato il suo status sociale e probabilmente le avrebbe fatto vivere esperienze diverse a cui attingere per le proprie opere. La vita di corte, come la sperimentò lei, è ben riflessa nei capitoli di Genji scritti dopo essere entrata in servizio presso Shōshi.
Il suo soprannome, Murasaki, le fu probabilmente dato ad una cena di corte, secondo una nota del suo diario scritta attorno al 1008. Il famoso poeta Fujiwara no Kintō si rivolse a lei come la "Giovane Murasaki", un'allusione al personaggio del Genji: molto probabilmente si trattava di un complimento da parte di un uomo poeta di corte nei confronti di un'autrice donna. Inoltre la inserì nella raccolta Nyōbō Sanjūrokkasen.

## Vecchiaia e morte

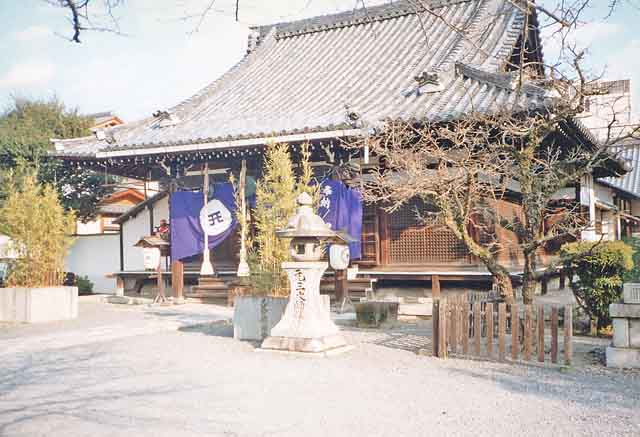
Rozanji, un tempio buddhista a Kyōto, dedicato a Murasaki Shikibu

Quando l'Imperatore Ichijō morì nel 1011, Shōshi si ritirò dal palazzo imperiale a vivere in un'abitazione dei Fujiwara sul lago Biwa, probabilmente accompagnata da Murasaki: da alcuni registri risulta infatti che si trovassero lì nel 1013. George Aston spiega che quando Murasaki si ritirò dalla corte, fu nuovamente associata al tempio di Ishiyama; Aston scrive "Murasaki Shikibu si ritirò in questo bellissimo luogo dalla vita di corte, per dedicare il resto dei suoi giorni alla letteratura e alla religione. Comunque, alcuni scettici tra cui Motoori, rifiutano questa storia, dicendo che sia inconciliabile con alcuni fatti conosciuti. D'altra parte, nella stanza del tempio in cui è stato scritto il Genji sono messi in mostra la pietra con l'inchiostro che ha usato l'autrice, e un sutra buddhista scritto con la sua grafia; se questo non soddisfa i critici, è comunque sufficiente a convincere i visitatori ordinari del tempio".
Murasaki potrebbe essere morta nel 1014. A quanto risulta dai registri governativi dell'epoca, il padre tornò frettolosamente a Kyoto dal suo incarico nella provincia di Echigo, forse per la morte della figlia. Lo studioso Shirane, nel suo Un ponte di sogni: la poetica del “Genji Monogatari” spiega come il 1014 sia la data più generalmente considerata come morte di Murasaki. Contando il 973 come data di nascita, probabilmente l'autrice si spense all'età di 41 anni. Secondo Bowring invece, potrebbe aver vissuto con Shōshi fino al 1025. Anche Waley sostiene questa tesi, ed è probabile che Murasaki avesse partecipato ad alcune cerimonie in onore del figlio di Shōshi, l'Imperatore Go-Ichijō, attorno al 1025.
Il fratello di Murasaki, Nobunori, morì attorno al 1011. Se Murasaki fosse morta nel 1014 come da congetture, la morte di entrambi i figli prediletti potrebbe aver spinto il padre ad abbandonare la propria carica di governatore e prendere i voti presso il tempio Miidera, dove morì nel 1029.
La figlia di Murasaki invece entrò in servizio a corte nel 1025 come balia del futuro Imperatore Go-Reizei (1025-1068), divenendo più tardi conosciuta come poetessa con lo pseudonimo Daini no Sanmi.

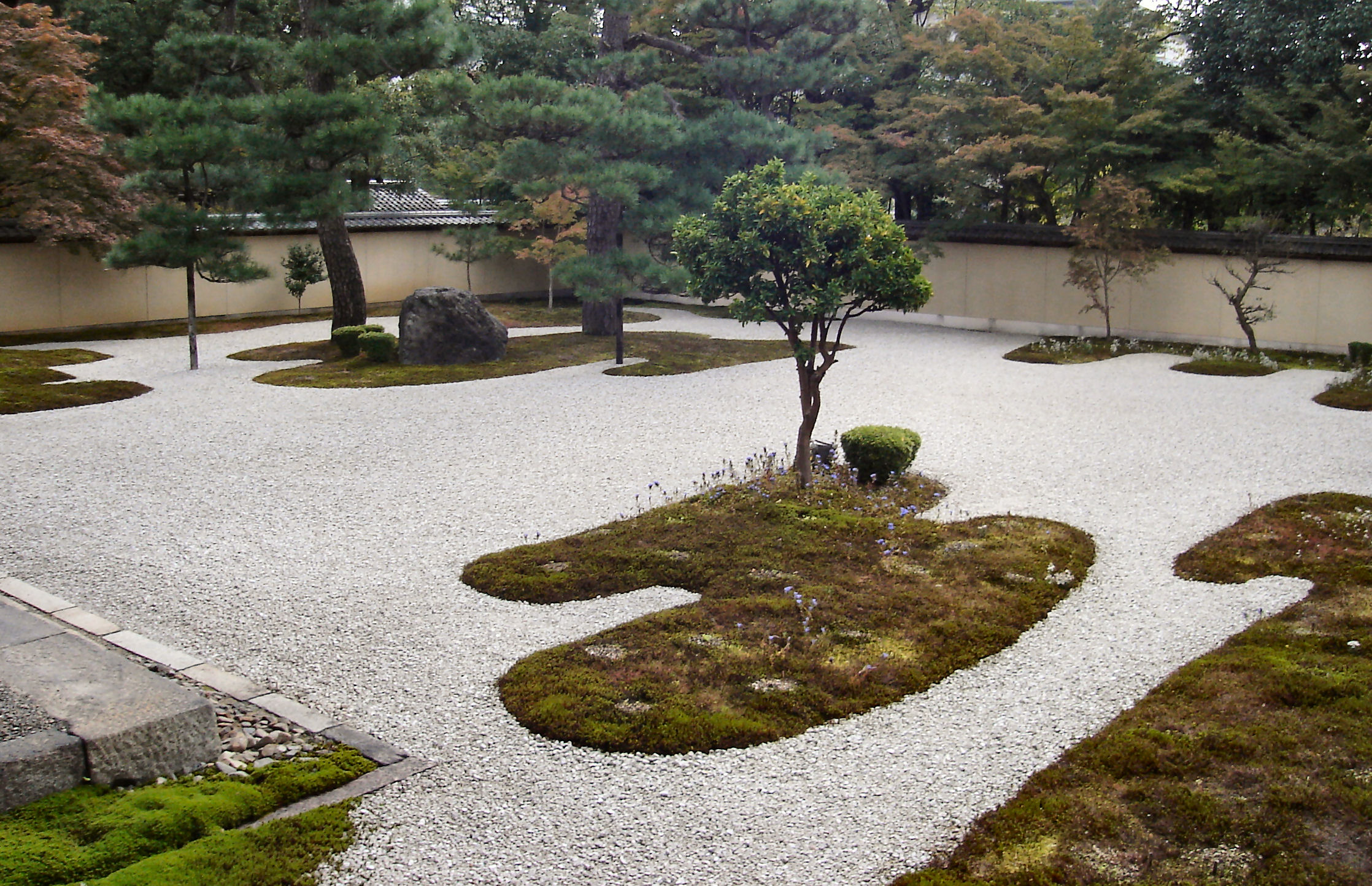
Giardino di Genji presso il Rozanji.

## Opere
Le sono state attribuite tre opere. La più importante è il Genji monogatari, seguito dal Murasaki Shikibu Nikki (Diario di Murasaki Shikibu), e da una collezione di 128 poesie.
Il suo lavoro è ritenuto importante dal momento che i suoi lavori riflettono la nascita e lo sviluppo della scrittura giapponese in un periodo in cui si cominciò ad utilizzare, per mezzo dei kana, la lingua autoctona per l'espressione letteraria. Fino al secolo IX, i testi erano scritti in cinese con l'utilizzo del sistema di scrittura man'yōgana. Lo sviluppo dei kana fu di importanza rivoluzionaria, in quanto rappresentava una pura forma nipponica di scrittura. Gli autori cominciarono a comporre prosa nella loro lingua, portando allo sviluppo del genere dei monogatari e dei diari poetici (Nikki Bungaku).
Lo storico Edwin O. Reischauer scrive di come il Genji, scritto in kana, fosse "il più illustre lavoro del periodo [Heian]".

### Diario e poesia

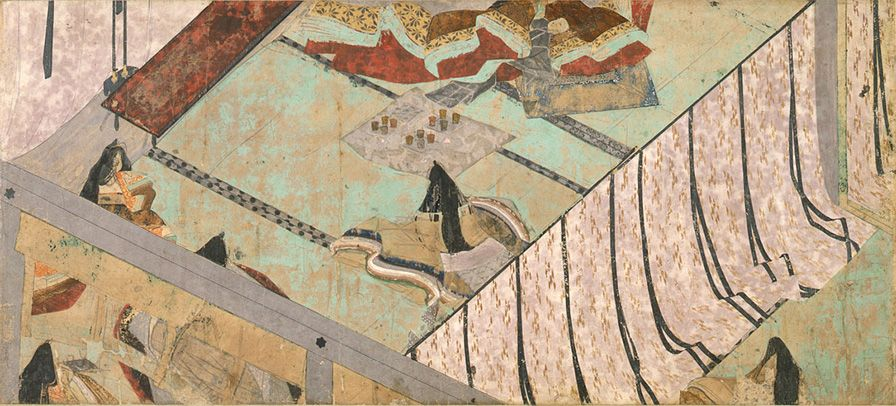
Illustrazione (emakimono) del secolo XIII che mostra l'Imperatrice Shōshi con il neonato Imperatore Go-Ichijō e dame di corte nascoste dietro un kichō (pannello in seta).

Murasaki cominciò a redigere il proprio diario quando entrò al servizio di Shōshi. Molto di ciò che sappiamo di lei e delle sue esperienze a corte deriva proprio dal suo diario, che copre il periodo dal 1008 al 1010: racconta le sue relazioni con le altre dame di corte, il comportamento di Michinaga, la nascita dei figli di Shōshi e il processo di scrittura del Genji.
Spesso nei diari del periodo si mostravano rispetto e gratitudine per i propri mecenati. Un passaggio molto lungo del diario di Murasaki è infatti dedicato alla nascita dell'Imperatore Go-Ichijō, nipote di Michinaga. L'evento fu estremamente importante per Michinaga, il quale aveva lavorato a lungo per riuscire ad imporre la propria figlia come Imperatrice. La nascita del bambino lo rendeva nonno e, di fatto reggente (fino alla maggiore età), del nuovo imperatore.
Memorie Poetiche è una collezione di 128 poesie che, secondo Mulhern, sono ordinate in "sequenza biografica". Il set di poesie originale è andato perduto. Secondo le usanze dell'epoca, i versi venivano passati di persona in persona e ricopiati. Alcuni sembrano scritti per un amante, ma è anche possibile che Murasaki seguisse semplicemente la tradizione di scrivere poesie d'amore. Contengono anche dettagli biografici: si racconta della morte della sorella, della visita nella provincia di Echizen con il padre, e delle poesie scritte per Shōshi. La raccolta fu pubblicata nel 1206 da Fujiwara no Teika in quella che, secondo Mulhern, dovrebbe essere una collezione molto simile a quella originale; nello stesso periodo, Teika incluse alcuni lavori di Murasaki nell'antologia imperiale Nuove Collezioni di Tempi Antichi e Moderni.

### IlGenji Monogatari
Murasaki è però conosciuta per La Storia di Genji, un romanzo in tre parti della lunghezza di 1100 pagine in 54 capitoli. Si presume che l'autrice abbia impiegato almeno una decina d'anni per completarlo.
I primi capitoli vennero forse scritti per un mecenate sconosciuto quando Murasaki era sposata, o poco dopo la morte del marito. Continuò poi a scrivere a corte e probabilmente completò l'opera quando era ancora in servizio presso Shōshi. Per produrre un lavoro così completo e lungo, aveva bisogno di un sostegno economico: Michinaga, suo nuovo mecenate, provvedeva al costo della carta e dell'inchiostro, oltre a pagare calligrafi che ricopiassero i capitoli. Il primo volume scritto a mano fu probabilmente assemblato e rilegato da dame di corte.
Nella sua opera I piaceri della letteratura giapponese, Keene spiega che Murasaki scrisse la sua "sublime opera" ispirandosi ai primi monogatari, scritti a metà tra la scrittura cinese e quella giapponese (come Ise Monogatari o Taketori monogatari): l'autrice operò su una mescolanza di stili di storie cinesi, poesia narrativa e prosa giapponese contemporanea. Lo studioso Adolphson scrive che il contrasto tra lo stile formale cinese e i soggetti mondani risultava in un senso di parodia e satira, dando all'opera un tratto distintivo. Il Genji segue il formato tradizionale dei monogatari (il raccontare una storia), evidente anche nell'uso di un narratore esterno, ma Keene dichiara che Murasaki ha sviluppato il genere andando oltre i suoi limiti, creando una forma più moderna: la storia del "principe splendente" è ambientata tra il tardo IX e il primo X secolo, e Murasaki ha eliminato gli elementi di fiaba e fantasia frequenti nei primi monogatari.

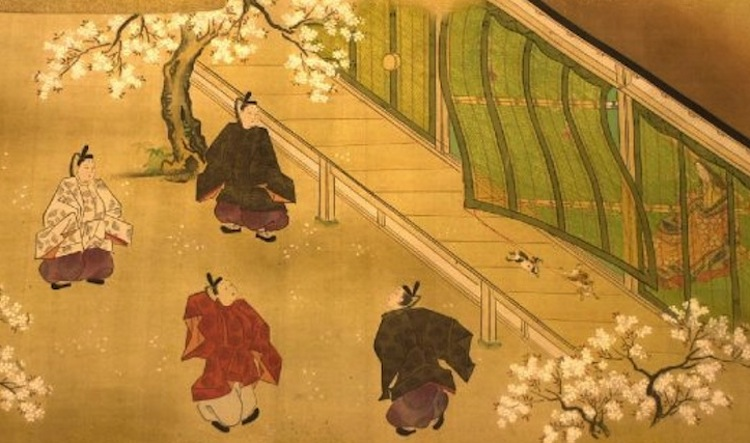
Rotolo dipinto del tardo XVII o primo XVIII secolo. Mostra una scena tratta dal capitolo 34 del Genji monogatari, in cui gli uomini giocano in giardino osservati da una donna seduta dietro a dei pannelli.

I temi sviluppati nel Genji erano quelli tipici del periodo, «la tirannia del tempo e l'inevitabile dolore dell'amore romantico». Si parla della fragilità della vita, del dolore dell'esistenza umana, del mono no aware. Il principe Genji è un uomo talentuoso, attraente e raffinato, ma anche estremamente umano ed empatico. Il romanzo dipinge la vita di corte del periodo Heian con le sue relazioni amorose, le donne nascoste dietro ai fusuma, la dissoluzione della corte e via discorrendo.
Helen McCullough descrive la scrittura di Murasaki di fascino universale e ritiene che il Genji «trascenda sia genere che età. Il soggetto di base e l'ambientazione -l'amore alla corte Heian- sono quelli del romanticismo, e i presupposto culturali sono quelli del medio periodo Heian, ma il genio unico di Murasaki Shikibu ha reso il suo lavoro una potente dichiarazione sulle relazioni umane, sull'impossibilità della felicità eterna in amore e l'importanza vitale, in un mondo di dolore, della sensibilità riguardo ai sentimenti altrui».
Il principe Genji riconosce in ognuna delle sue amanti la bellezza interiore della donna e la fragilità della vita; ciò, secondo Keene, lo rende eroico. La storia era molto popolare, persino l'Imperatore Ichijō se la fece leggere, sebbene fosse scritta in giapponese. Nel 1021 tutti i capitoli erano completi, e l'opera era molto ricercata nelle province, dov'era difficile da reperire.

## Eredità letteraria
L'influenza di Murasaki non è diminuita dopo la sua morte. Assieme ad altre donne scrittrici del periodo Heian, ha contribuito allo sviluppo del giapponese in forma di lingua scritta.
Le sue opere erano lettura obbligatoria per i poeti di corte già nel XII secolo, periodo in cui gli studiosi cominciavano a sviluppare versioni critiche sul suo lavoro. Ad un secolo dalla sua morte, era già tenuta in grande considerazione come scrittrice classica importante. Nel XVII secolo il suo lavoro fu d'ispirazione per l'introduzione della filosofia confuciana in Giappone e le donne vennero incoraggiate a leggere i suoi libri. Nel 1673 Kumazawa Banzan, nel suo Commentario discorsivo sul “Genji” spiega come la scrittura di Murasaki sia preziosa per la sua sensibilità e descrizione delle emozioni.
Il Genji è stato copiato e illustrato in numerose forme, già dopo solo un secolo dopo la morte dell'autrice. Il Genji Monogatari emaki è stato prodotto nel XII secolo e consiste in un quattro rotoli distesi, 19 dipinti e 20 fogli di calligrafia. Le illustrazioni sono datate tra il 1110 e il 1120, attribuite a Fujiwara no Takachika, mentre le calligrafie a vari calligrafi contemporanei ben conosciuti. Sono conservati al Museo Gotoh e al Tokugawa Bijutsukan (Tokugawa Art Museum).
Nel XVII secolo, virtù femminile era legata alla conoscenza letteraria e ciò ha portato ad un numero considerevole di manufatti ispirati a Murasaki o al Genji, noti come genji-e. Tra le nobildonne erano particolarmente popolari illustrazioni e set decorativi con scene del Genji, possederne in numero considerevole elevava simbolicamente lo stato culturale della sposa e nel XVIII secolo ormai simboleggiavano il successo coniugale. Nel 1628, la figlia di Tokugawa Iemitsu possedeva un set di scatole di lacca preparate per il suo matrimonio; nel 1649 il principe Toshitada ricevette invece un paio di paraventi dipinti da Kanō Tan'yū come regalo di matrimonio.

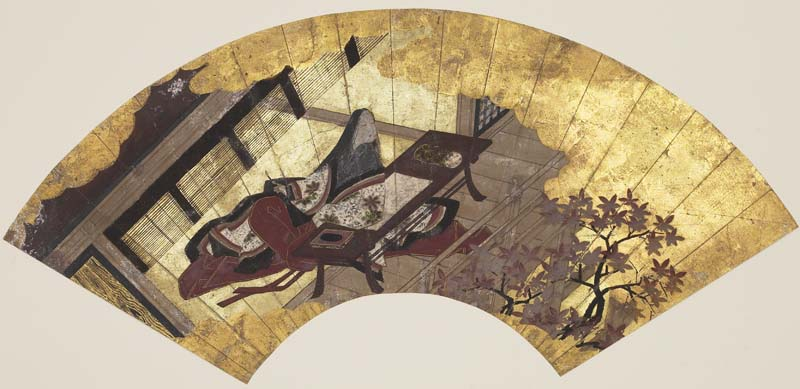
Ventaglio in carta, oro e inchiostro (XVII secolo) che rappresenta Murasaki mentre scrive

La stessa Murasaki divenne soggetto popolare di dipinti e illustrazioni che la rappresentavano come donna virtuosa e poetessa. Veniva spesso mostrata seduta alla scrivania al tempio di Ishimyama, a guardare la luna in cerca di ispirazione. Tosa Mitsuoki la scelse come soggetto di emakimono nel XVII secolo. Il Genji è stato il soggetto preferito degli artisti giapponesi dell'ukiyo-e per secoli, con autori del calibro di Utagawa Hiroshige, Torii Kiyonaga e Kitagawa Utamaro che illustrarono diverse edizioni del romanzo. Mentre inizialmente l'arte del Genji era considerata simbolica per la cultura di corte, a metà del periodo Edo, la produzione di massa di stampe ukiyo-e rese accessibili le illustrazioni alle classi dei samurai e ai cittadini comuni.
Il lavoro di Murasaki è stato reso popolare attraverso diversi media: emakimono (rotoli illustrati), byōbu (paraventi), ukiyo-e e, successivamente, film, fumetti e manga nel periodo più moderno.
Liza Dalby, nel suo racconto romanzato della vita di Murasaki (The Tale of Murasaki: A Novel, "La storia di Murasaki - Un romanzo"), immagina la scrittrice coinvolta in una storia d'amore durante i suoi viaggi col padre nella provincia di Echizen.

Il Genji monogatari è riconosciuto come classico importantissimo e come scrive McCullough, «Murasaki rappresenta la quintessenza di una società unica [quella del periodo Heian], ed è una scrittrice che parla delle preoccupazioni umane universali con una voce senza tempo. Il Giappone non ha più visto un simile genio». Keene scrive che il Genji continua ad affascinare perché, nella storia, i personaggi e le loro preoccupazioni sono universali. Nel 1920, quando venne pubblicata la traduzione di Waley, i critici compararono l'opera alla Austen, a Proust e a Shakespeare.

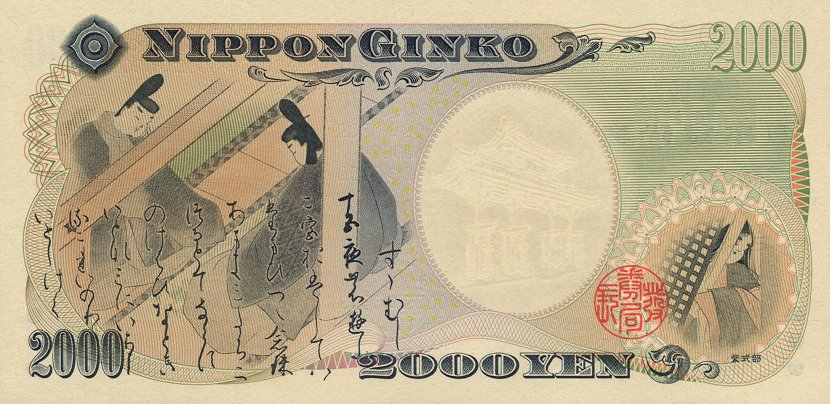
Banconota da 2000 yen in onore di Murasaki

A Kyoto, nel 2008, si è tenuta una celebrazione durata tutto l'anno per commemorare i 1000 anni del Genji: competizioni poetiche, visite al Museo del Genji Monogatari a Uji e al tempio di Ishiyama (dov'era conservata una versione a grandezza naturale di Murasaki seduta alla scrivania), e donne che indossavano i tipici Jūnihitoe a 12 strati del periodo Heian, assieme a parrucche lunghe fino alle caviglie. L'autrice e il suo lavoro hanno ispirato esibizioni nei musei e spin-off di manga. Il retro della banconota da 2000 yen commemora l'opera del Genji e una pianta con bacche viola, la Callicarpa japonica, è stata soprannominata Murasaki in suo onore.
Un album del Genji, datato al 1510 solo negli anni '70, è conservato all'Università di Harvard, ed è considerato uno dei primi del suo genere: consiste in 54 dipinti di Tosa Mitsunobu e 54 fogli calligrafici su carta shikishi in cinque colori. L'album è conservato in un astuccio datato al periodo Edo, con un frontespizio di seta dipinto da Tosa Mitsuoki, datato 1690.